# Плюса (робітниче селище)
Плюса (рос. Плюсса) — робітниче селище в Плюському районі Псковської області Російської Федерації.
Населення становить 2424 особи. Входить до складу муніципального утворення Муніципальне утворення Плюса.

## Історія
Від 2015 року входить до складу муніципального утворення Муніципальне утворення Плюса.

## Населення
| 1939  | 1959  | 1970  | 1979  | 1989  | 2001  | 2002  |
| ----- | ----- | ----- | ----- | ----- | ----- | ----- |
| 1978  | ↘1964 | ↗2378 | ↗3981 | ↗4315 | ↘3856 | →3856 |
| 2009  | 2010  | 2011  | 2012  | 2013  | 2014  | 2015  |
| ↘3406 | ↗3450 | ↘3437 | ↘3283 | ↘3129 | ↘2986 | ↘2908 |
| 2016  | 2017  | 2018  | 2019  | 2020  | 2021  |       |
| ↘2849 | ↘2768 | ↘2680 | ↘2613 | ↘2543 | ↘2424 |       |